# Moeniatoma
Moeniatoma is een geslacht van weekdieren uit de klasse van de Gastropoda (slakken).

## Soort
- Moeniatoma diamura Laseron, 1958